# Liste de guitaristes de bluegrass
Cet article est une liste de guitaristes de bluegrass.

## Musiciens

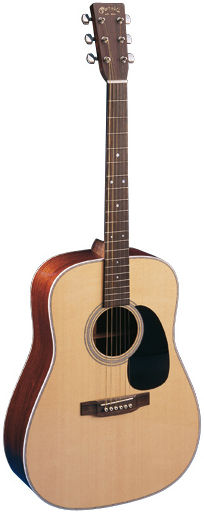
Une guitare acoustique Martin D28

- David Bromberg[1]
- Tommy Emmanuel[2]
- Lester Flatt[3]
- Jimmy Martin[3]
- Tony Rice[3]
- Ricky Skaggs[4]
- Dan Tyminski[5]
- Doc Watson[6]
- Clarence White[7]
- Mac Wiseman[3]